# 887
Cette page concerne l'année 887  du calendrier julien. Pour l'année 887 av. J.-C., voir 887 av. J.-C. Pour le nombre 887, voir 887 (nombre).
L'année 887 est une année commune qui commence un dimanche.

## Événements
- 11 - 25 janvier : les Vikings de la Seine s'emparent de l'abbaye de Flavigny[1].
- Mai :
  - Les Vikings se présentent devant Paris après avoir ravagé la Bourgogne pour réclamer la rançon promise à l'issue du siège ; à l'automne ils remontent la Marne jusqu'à Chessy, près de Lagny, où ils prennent leurs quartiers d'hiver[1].
  - Plaid de Kirchheim. Charles le Gros répudie son épouse Richarde de Souabe pour inconduite[1]. Louis III l'Aveugle et sa mère Ermengarde se rendent auprès de l'empereur. Louis est confirmé dans ses possessions et dans son titre de roi de Provence. Il règne sous la régence de sa mère aidée de Richard le Justicier[2].

- 24 juin : Winidilde (Guinidilda d'Empúries (ca)), épouse du comte Guifred, est mentionnée avec le titre de comtesse dans une donation faite au monastère de Sant Joan de les Abadesses[3],[4]. Leur fille Emma (ca) en devient la première abbesse de 887 à 942[5].

- 26 août, Japon : important tremblement de terre au Kansai[6].
- 18 septembre : victoire navale croate sur Venise à la bataille de Makarska, à l'embouchure de la Neretva. Le doge Pietro Candiano est tué[7].
- Automne : le chef viking Siegfried quitte la vallée de Seine pour la Frise où il meurt[1].

- 7 novembre : début du règne de l'empereur du Japon Uda[8] ; le titre de Kanpaku est confirmé à Fujiwara no Mototsune[9].
- 11 novembre : révolte des Grands. Charles le Gros est déposé du trône de Francie orientale et de la régence de Francie occidentale pour avoir acheté le départ des Normands. C'est la fin de l'unité carolingienne. Arnulf, duc de Carinthie et bâtard de Carloman de Bavière est élu roi de Germanie à la diète de Trebur[10].